# The Miner's Justice
The Miner's Justice è un cortometraggio muto del 1913 diretto da Henry MacRae. Prodotto dalla Selig Polyscope Company, aveva come interpreti Frank Clark, Eugenie Besserer, Al Ernest Garcia, Frank Richardson.

## Produzione
Il film fu prodotto dalla Selig Polyscope Company.

## Distribuzione
Distribuito dalla General Film Company, il film - un cortometraggio di una bobina - uscì nelle sale cinematografiche statunitensi il 27 gennaio 1913. Il 1º maggio dello stesso anno venne distribuito anche nel Regno Unito.